# Ada Yonath
Ada Yonath (en hébreu : עדה יונת), née Ada Lifshitz le 22 juin 1939 à Jérusalem alors en Palestine mandataire, est une biologiste moléculaire israélienne. Elle est corécipiendaire du prix Nobel de chimie de 2009 avec Thomas Steitz et Venkatraman Ramakrishnan.

## Biographie
Ada Yonath (née Ada Lifshitz) a grandi dans le quartier de Gueoulah à Jérusalem après l'émigration en Palestine de ses parents originaires de Pologne et sionistes. Son père était rabbin et travaillait avec son épouse dans une épicerie du quartier. Après la mort de son père lorsqu'elle avait dix ans, sa mère, avec ses deux jeunes filles, part pour Tel Aviv pour travailler dans l'administration des impôts. Après son service militaire Ada Yonath commence des études de biophysique à l'université hébraïque de Jérusalem, puis passe sa thèse en 1968 dans le domaine de la cristallographie à l'Institut Weizmann. Elle effectue un post-doc au Massachusetts Institute of Technology de Boston.
Elle retourne en Israël en 1970 pour fonder le premier laboratoire en Israël de cristallographie à l'Institut Weizmann et dirige en parallèle pendant 17 ans une unité de la Société Max-Planck à Hambourg en Allemagne.
Le 18 octobre 2014 elle est nommée membre ordinaire de l'Académie pontificale des sciences par le pape François.
Le 10 novembre 2017, elle est invitée à Grenoble pour l'inauguration du cryo-microscope de l'European Synchrotron Radiation Facility.

## Apports scientifiques
Ada Yonath a été récompensée pour ses travaux sur l'identification de la structure moléculaire du ribosome par cristallographie qui ont permis d'ouvrir « de nouvelles perspectives concernant l'élaboration de nouveaux antibiotiques » selon le comité Nobel.
En 2009, Yonath, Thomas Steitz et Venkatraman Ramakrishnan sont colauréats du prix Nobel de chimie « pour des études de la structure et de la fonction du ribosome ».

## Distinctions et récompenses
- 2002 : prix Harvey
- 2002 : prix Israël en chimie
- 2005 : prix Louisa-Gross-Horwitz
- 2006 : prix Wolf
- 2007 : prix Paul-Ehrlich-et-Ludwig-Darmstaedter
- 2008 : prix L'Oréal-Unesco pour les femmes et la science
- 2009 : prix Nobel de chimie
- 2018 : docteur honoris causa en sciences et technologie de l'université Carnegie-Mellon[5].